# Saltburn-by-the-Sea
Saltburn-by-the-Sea is een plaats (town) in het bestuurlijke gebied Redcar and Cleveland, in het Engelse graafschap North Yorkshire met 5.912 inwoners (2001).
Saltburn-by-the-Sea valt onder de civil parish Saltburn, Marske and New Marske.

## Bezienswaardigheden
- de Saltburn Cliff Lift (1884) is de op een na oudste waterballastbaan (een op waterkracht werkend spoorbaantje) die de dijk met het lager gelegen strand verbindt. De oudste, de Elevador do Bom Jesus (1882) bevindt zich in Braga.
- de Saltburn Pier

## Geboren in Saltburn-by-the-Sea
- George Hardwick (1920-2004), ex-voetballer en coach
- David Coverdale (1951), rockzanger bekend van Deep Purple en Whitesnake
- Nicholas Patrick (1964), Brits-Amerikaans astronaut